# Osheaga

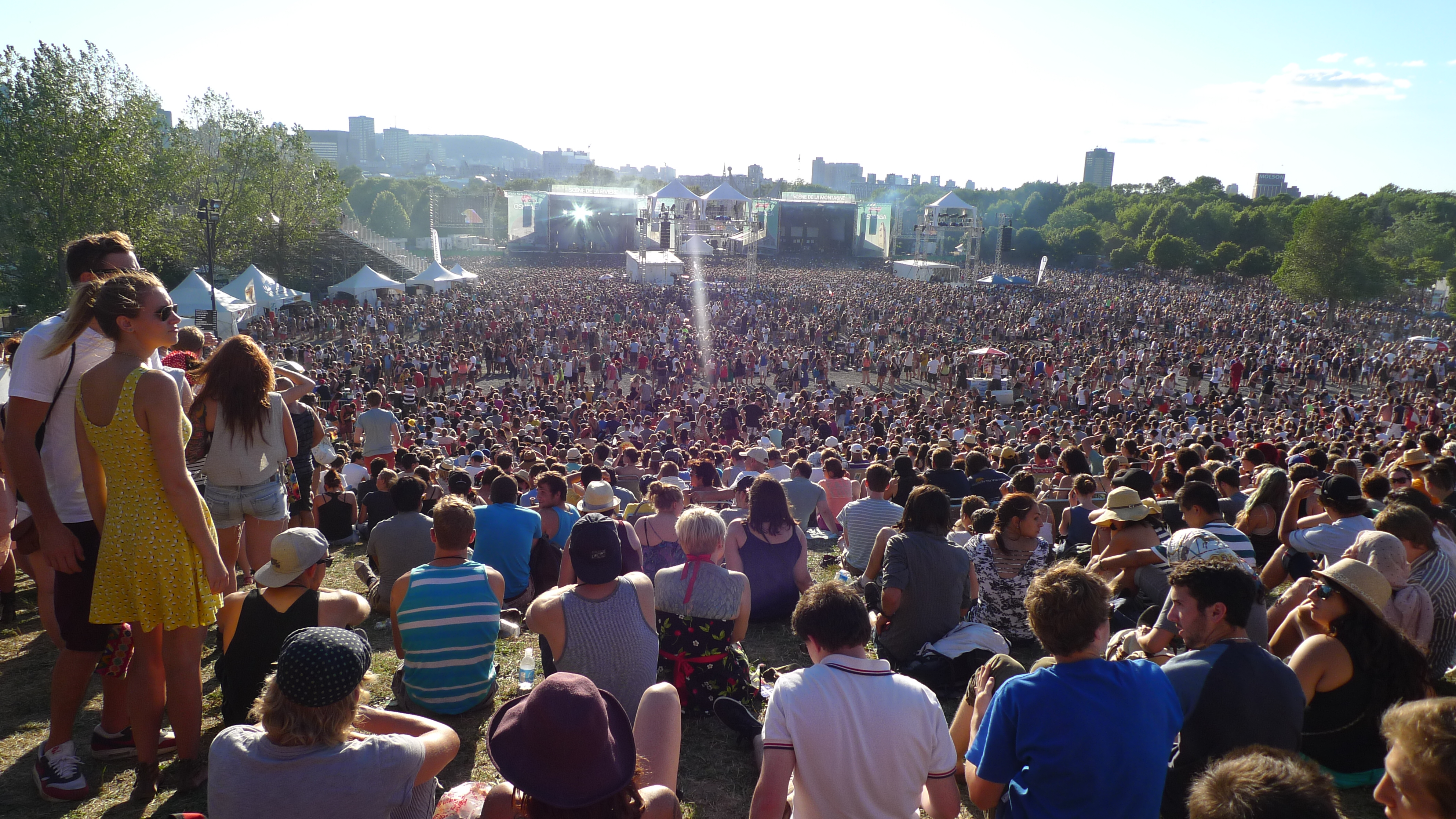
Osheaga Festival 2012

Osheaga ist ein dreitägiges Open-Air-Festival für Rock- und Popmusik in der kanadischen Stadt Montreal. Es findet jährlich statt, wobei sich noch kein fester Austragungstermin etabliert hat (Ende Juli bis Anfang September). Das Festival findet im Parc Jean-Drapeau auf der Île Sainte-Hélène statt, einer Insel im Sankt-Lorenz-Strom östlich des Stadtzentrums.
Erstmals ausgetragen wurde das Festival im Jahr 2006. Die Ausgabe 2011 zählte über 80.000 Zuschauer. Osheaga ist ein Wort aus der Sprache der Mohawk, das die Region um Montreal umschreibt.

## Headliner
- 2006: Ben Harper, Sonic Youth
- 2007: Bloc Party, The Smashing Pumpkins
- 2008: Jack Johnson, The Killers
- 2009: Coldplay, Yeah Yeah Yeahs
- 2010: Arcade Fire, Weezer
- 2011: Eminem, Elvis Costello, The Flaming Lips
- 2012: Justice, Snoop Dogg, The Black Keys
- 2013: The Cure, Beck, Mumford & Sons
- 2014: OutKast, Jack White, Arctic Monkeys